# 제5계급
제5계급(The Fifth Estate)은 2013년 공개된 미국의 스릴러 드라마 영화이다.

## 줄거리
이 이야기는 아프가니스탄 전쟁 로그가 공개된 2010년에 시작된다. 그리고 2007년으로 플래시백하여, 언론인 다니엘 돔샤이트-베르그가 베를린에서 열린 혼돈 통신 회의에서 오스트레일리아 언론인 줄리언 어산지를 처음 만나는 장면이 나온다. 다니엘은 온라인 활동에 대한 관심 때문에 어산지에게 이끌렸고, 그와 이메일로 연락을 주고받았다. 그들은 정보원이 익명성을 유지하면서 대중에게 공개되지 않은 정보를 공개하는 데 전념하는 웹사이트인 위키리크스에서 함께 일하기 시작한다. 그들의 첫 번째 주요 목표는 케Cㅣ맨 제도 지점이 불법 활동에 연루된 스위스의 개인 은행인 율리우스 바에르이다. 바에르가 소송을 제기하고 금지 명령을 받아냈음에도 불구하고, 판사는 금지 명령을 해제하여 줄리언과 다니엘이 도메인 이름을 되찾을 수 있도록 허용한다. 자신감이 커지면서 두 사람은 다음 3년 동안 사이언톨로지에 대한 비밀, 사라 페일린의 이메일 계정 공개, 브리튼 국민당의 회원 명단 등 정보를 출판하는 데 박차를 가한다.
처음에는 다니엘이 위키리크스를 고귀한 사업으로, 어산지를 멘토로 여기며 세상을 바꾸는 것을 즐긴다. 그러나 두 사람의 관계는 시간이 지나면서 긴장된다. 다니엘은 직업을 잃고 그의 관계에 문제가 발생하는데, 특히 브리튼 국민당 회원 명단 유출과 관련하여, 이 유출은 관련된 사람들의 주소도 공개하여 여러 명이 직업을 잃게 만들었다. 어산지는 이러한 문제에 대한 다니엘의 우려를 공개적으로 조롱하며, 자신의 삶이 더 힘들었다는 뉘앙스를 풍긴다. 어산지의 거칠고 공격적인 태도와 행동, 예를 들어 부모님의 저녁 식사 초대를 수락한 후 다니엘을 부모님 집에 버려두는 것 등은 긴장을 더욱 깊게 한다.
영화 전반에 걸쳐 어산지의 힘든 어린 시절과 수상한 컬트에 연루되었음을 암시하는 회상 장면들이 삽입되어 있으며, 어산지의 위키리크스 집착이 세상을 개선하고자 하는 열망보다 어린 시절의 트라우마와 더 관련이 있음을 보여준다. 다니엘은 어산지가 멘토보다 사기꾼에 가까울 수 있다고 두려워하기 시작한다. 그는 또한 어산지가 머리카락이 하얀 이유에 대해 끊임없이 다른 이야기를 하는 것을 알아차린다. 어산지는 처음에는 다니엘에게 위키리크스에 수백 명의 직원이 있다고 말하지만, 다니엘은 나중에 다니엘과 어산지 단 두 사람만이 멤버라는 것을 알게 된다.
다니엘에게 가장 중요한 것은 어산지가 소스 보호가 웹사이트의 최우선 목표라고 자주 말한다는 점이다. 그러나 다니엘은 어산지가 사람들이 나서도록 하기 위해 소스 보호에만 신경 쓰고, 웹사이트로 인해 누가 다치든 실제로는 신경 쓰지 않는다고 의심하기 시작한다. 비록 어산지는 웹사이트가 야기할 수 있는 해악이 유출이 만들어내는 선행보다 중요하다고 말하지만 말이다. 다니엘의 여자친구는 그에게 그의 대의를 믿지만, 어산지가 너무 멀리 가는 것을 막는 것이 그의 임무라고 말한다.
브래들리 매닝(나중에 첼시 매닝으로 알려짐)이 위키리크스에 수십만 건의 문서를 유출하면서 긴장이 최고조에 달한다. 여기에는 "부수적 살인"이라 불리는 바그다드 공습 비디오, 아프가니스탄 및 이라크 전쟁 로그, 그리고 25만 건의 미국 외교 전문이 포함된다. 어산지는 즉시 문서를 유출하고 싶어 하지만, 다니엘은 먼저 문서를 검토해야 한다고 주장한다. 나중에 몇몇 주요 신문사들은 위키리크스와 협력하여 문서를 공개하면서 위키리크스를 긍정적으로 묘사하기로 동의한다. 그러나 다니엘과 신문사들은 소스를 보호하고 언론의 긍정적인 평가를 돕기 위해 문서에 있는 이름을 수정해야 한다고 요구하며, 어산지는 마지못해 동의한다.
다니엘은 어산지가 이 약속을 이행할 의도가 전혀 없으며, 다니엘을 대체할 오른팔을 키우고 있다는 것을 깨닫는다. 신문사들은 수정된 문서를 공개한다. 그 결과 언론과 대중의 비난이 쏟아져 정보원들이 거주국에서 도피하고 많은 미국 외교관들이 사임하게 된다. 그러나 어산지가 더 나아가기 전에 다니엘과 원래 위키리크스 팀의 다른 멤버들은 사이트를 삭제하고 어산지의 서버 접근을 차단한다.
다니엘은 나중에 더 가디언의 기자와 이야기하는데, 두 사람은 어산지에게 그렇게 큰 플랫폼을 제공한 것이 실수였다고 우려한다. 기자는 다니엘에게 어산지가 신뢰할 수 없을지라도, 정부와 비즈니스 세계의 비밀 거래를 폭로하고 소스를 보호하려 함으로써 좋은 일을 했다고 말한다. 다니엘은 또한 어산지의 머리카락 색깔의 진짜 이유를 밝히는데, 그것이 그가 오스트레일리아에서 속했던 컬트의 관습이었다는 것이고, 그가 한 번 어산지가 그 색깔로 염색하는 것을 우연히 발견했다고 보고한다.
위키리크스는 계속해서 정보를 유출하고 있으며(어산지가 사이트를 되찾았거나 재건한 것으로 암시됨), 매닝 문서는 수정 없이 공개되었다는 것이 밝혀진다. 다니엘은 이 영화의 바탕이 된 조직에 대한 자신의 참여에 대한 책을 썼고, 어산지는 보복으로 고소하겠다고 위협했다. 어산지는 성범죄 혐의로 발부된 영장을 피하기 위해 런던 에콰도르 대사관에 거주하고 있는 것으로 나타난다. 인터뷰에서 그는 다가오는 두 편의 위키리크스 영화가 (다니엘의 책에 부분적으로 기반했기 때문에) 사실적으로 부정확할 것이라고 비난한다. 그는 모든 기관은 오류를 범할 수 있지만, 다니엘을 고용한 것이 자신이 저지른 유일한 실수라고 말한다.

## 배역
- 베네딕트 컴버배치 - 줄리언 어산지
- 다니엘 브륄 - 다니엘 돔샤이트-베르크
- 앤서니 매키 - 샘 콜슨
- 데이비드 슐리스 - 닉 데이비스
- 모리츠 블라이프트로이 - 마커스
- 알리시아 비칸데르 - 안케 돔샤이트-베르크
- 스탠리 투치 - 제임스 보즈웰
- 로라 린니 - 사라 쇼
- 카리서 판 하우턴 - 비르기타 욘스도티르
- 피터 카팔디 - 앨런 러스브리저
- 댄 스티븐스 - 이언 카츠
- 알렉산더 시디그 - 타레크 할리셰

## 사운드트랙
| #            | 제목                                         | 재생 시간 |
| ------------ | -------------------------------------------- | --------- |
| 1.           | 〈A History of Media〉                       | 2:33      |
| 2.           | 〈Live〉                                     | 2:27      |
| 3.           | 〈The Family〉                               | 1:10      |
| 4.           | 〈The Submission Platform〉                  | 3:02      |
| 5.           | 〈Always (퍼포먼스: 에이먼 토빈)〉           | 3:40      |
| 6.           | 〈The Informer〉                             | 2:32      |
| 7.           | 〈Face to Face"〉                            | 1:48      |
| 8.           | 〈The Veil of Secrecy〉                      | 0:46      |
| 9.           | 〈The Next Time〉                            | 1:33      |
| 10.          | 〈Never Mess With Sunday (퍼포먼스: Yppah)〉 | 4:35      |
| 11.          | 〈The Assassination of Oscar Kingara〉       | 1:05      |
| 12.          | 〈Collateral Murder〉                        | 4:23      |
| 13.          | 〈Take the Fight to Them〉                   | 2:34      |
| 14.          | 〈Come Alone〉                               | 1:26      |
| 15.          | 〈Elephant (퍼포먼스: 테임 임팔라)〉         | 3:35      |
| 16.          | 〈The Return of Daniel〉                     | 1:53      |
| 17.          | 〈We Promise to Publish in Full〉            | 3:31      |
| 18.          | 〈Extraction〉                               | 1:58      |
| 19.          | 〈Come Catch Me (퍼포먼스: 에미카)〉         | 4:09      |
| 20.          | 〈The Destruction of the Platform〉          | 2:05      |
| 21.          | 〈History Will Be the Judge〉                | 2:33      |
| 22.          | 〈No One Will be Able to Submit〉            | 1:58      |
| 23.          | 〈The Fifth Estate〉                         | 3:07      |
| 24.          | 〈Asylum〉                                   | 3:00      |
| 총 재생 시간 | 총 재생 시간                                 | 1:01:23   |